# Entyloma saccardoanum
Entyloma saccardoanum är en svampart som beskrevs av Scalia ex Cif. 1924. Entyloma saccardoanum ingår i släktet Entyloma och familjen Entylomataceae.   Inga underarter finns listade i Catalogue of Life.